# MICA

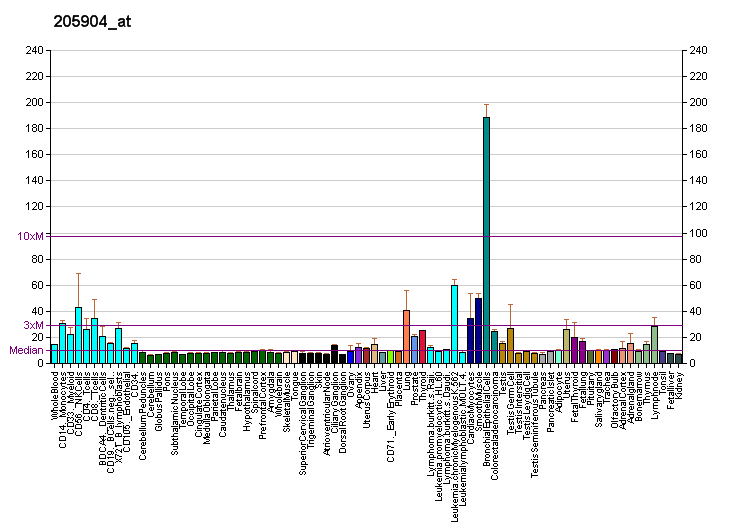
schéma genové exprese MICA

MICA ("MHC class I polypeptide-related sequence A") je povrchový glykoprotein příbuzný rodině MHC glykoproteinů I. třídy. Má podobnou doménovou strukturu, ale na rozdíl od MHC I neinteraguje s β2-mikroglobulinem a ani neváže peptidové fragmenty. MICA plní roli stresem indukovaného ligandu pro receptor NKG2D ("natural-killer group 2, member D") a je rozeznáván NK buňkami, γδ a CD8+ αβ T lymfocyty, které tato interakce aktivuje.

## Struktura
Vysoce polymorfní gen (u člověk bylo popsáno přes 50 alel) pro MICA je lokalizovaný na chromozomu 6 Protein je exprimovaný ve dvou izoformách: MICA1 a MICA2, který postrádá exon 3. MICA se skládá z extracelulárních α1α2α3 domén, transmembránového segmentu a C-terminálního cytoplazmatického konce. V podobě monomeru se váže na KLRK1/NKG2D homodimer.
Nejsou známé myší ortology MICA.

## Exprese
Exprese MICA může být zvýšená po vystavení buněk tepelnému šoku  nebo podmínkám, které poškozují DNA (ionizující záření, chromatin modifikující zásahy a inhibitory replikace). Pozitivní vliv na expresi mají i infekční agens jako je například lidský cytomegalovirus, adenovirus 5 nebo M. tuberculosis.
Naopak negativní vliv na expresi MICA má mikro RNA 183, jejíž exprese je indukovaná TGFβ. 
Běžně je MICA exprimovaný intracelulárně, pouze s malou frakcí objevující se na buněčném povrchu některých epiteliálních buněk. Naopak úplně potlačená je exprese MICA v buňkách centrálního nervového systému.

## Funkce
MICA slouží jako stresem indukovaný ligand (signál nebezpečí) pro KLRK1/NKG2D receptor. Jeho interakce s receptorem aktivuje v buňkách imunitního systému efektorovou cytolytickou odpověď proti daným buňkám.
Nádorové buňky jsou schopné vyhnout se rozpoznání proteolytickým shazováním MICA z jejich povrchu. Na tomto procesu se podílejí metaloproteázy z rodiny ADAM a MMP a disulfid izomeráza (ERp5). Štěpenou oblastí je α3 doména nacházející u membrány. Vysoký obsah takto odštěpeného MICA v séru pacientů pozitivně koreluje s velikostí nádoru a špatnou prognózou.
Určité varianty MICA genu jsou asociované s výskytem psoriázy 1 a psoriatické atrtritidy. MICA-specifické protilátky se podílejí na vývoji MGUS ("monoclonal gammopathy of undetermined significance") v mnohočetný myelom.